# Emilio Aldekoa
Emilio Aldekoa Gómez (Deusto, Vizcaya, España, 30 de noviembre de 1922-Lloret de Mar, Gerona, España, 4 de septiembre de 1999) fue un futbolista y entrenador español. Jugaba como delantero y militó en varios equipos de la Liga española en las décadas de 1940 y 1950. Con posterioridad, llevó a cabo una carrera como entrenador a lo largo de tres décadas, en las que llegó a entrenar a varios equipos de la Segunda División.

## Trayectoria

### Como jugador
Dio sus primeros pasos en el mundo del fútbol en equipos del barrio bilbaíno de Zorroza, donde nació en 1922. En 1937, cuando tenía quince años, se marchó con su familia exiliado al Reino Unido huyendo de la guerra civil española. Aldecoa vivió durante cerca de diez años en Inglaterra, donde pasó el resto de la Guerra Civil y toda la Segunda Guerra Mundial.

#### Inglaterra
Aldecoa comenzó a trabajar en un taller eléctrico de Staffordshire donde siguió con su afición al fútbol jugando en el equipo aficionado de la empresa, llamado English Electric. Con las ligas nacionales británicas suspendidas por la guerra y buena parte de los jugadores profesionales movilizados, los equipos ingleses buscaban jugadores aficionados disponibles para completar sus plantillas y competir en las competiciones regionales que se disputan en Inglaterra a duras penas durante esos años. De esa manera, los técnicos del Wolverhampton Wanderers F. C. se fijaron en el joven delantero español que destacaba en el equipo de los talleres eléctricos de la comarca y lo ficharon en 1943.
Aldecoa debutó con el equipo inglés en septiembre de 1943 con una victoria a domicilio frente al Crewe Alexandra F. C. por 1-2. Esa temporada Aldecoa finalizó como máximo goleador de los Wolves con once tantos en treinta partidos. Aldecoa jugó otra campaña en el Wolverhampton hasta que, en agosto de 1945, gestionó su pase al Convetry City F. C. ya que debía trasladarse de Staffordshire a Coventry por motivos laborales. Anotó un gol en su debut con el Coventry City en una victoria en casa por 3-1 frente al Portsmouth F. C.. Cuando las competiciones ligueras se reanudaron en la temporada 1946-47, jugó una temporada con el Coventry en la Segunda División Inglesa. Participó en veintinueve partidos pero no llegó a marcar ningún gol.

#### Regreso a España
Aunque podía considerarse que estaba bien integrado en Inglaterra —hablaba inglés a la perfección y se había casado con una ciudadana británica—, en 1947 le surgió la posibilidad de regresar a España y fichar por el equipo de su ciudad natal, el Atlético de Bilbao. Aldecoa decidió volver a España ya que en su país natal tenía mejores perspectivas de dedicarse profesionalmente al fútbol que en Inglaterra. Debutó con los leones en la Liga el 21 de septiembre de 1947 en una derrota a domicilio por 5-1 en casa del Celta de Vigo. Aldecoa jugó dos temporadas con el Atlético de Bilbao en las que llegó a disputar cuarenta y ocho partidos y anotó nueve goles. En el plano colectivo fueron campañas mediocres en la Liga, con dos sextos puestos, aunque en la Copa, el Atlético de Bilbao alcanzó la final de 1949, en la que fue derrotado por el Valencia C. F. por 1-0. Además, durante su etapa en Bilbao, jugó su único partido como internacional el 30 de mayo de 1948.
En el verano de 1949 el Atlético de Bilbao traspasó a Aldecoa al Real Valladolid C. F. a cambio de 200 000 pesetas. El jugador recibió 375 000 pesetas y fichó por tres temporadas con los blanquivioletas. El Real Valladolid era un equipo bastante más modesto que el Atlético de Bilbao, que había ascendido un año antes a Primera División y en la temporada de su debut había logrado la permanencia de forma apurada. Sin embargo, Aldecoa cuajó dos buenas campañas con el Valladolid. En la temporada 1949-50 logró la permanencia sin apuros y alcanzó por primera vez en su historia la final de Copa. Aldecoa jugó este partido y, aunque el Valladolid logró forzar la prórroga ante el Athletic, cayeron derrotados finalmente por 4-1. En su segunda temporada, el Valladolid obtuvo una sexta plaza, que aún hoy en día sigue siendo la segunda mejor clasificación obtenida por el equipo castellano en Liga. Aldecoa jugó cuarenta y nueve partidos con el equipo castellano y marcó un total de quince goles.

#### En el Barça de las 5 Copas
En abril de 1951 fichó por el C. F. Barcelona y se estrenó con el equipo culé en la competición de Copa de 1951. Su llegada coincidió con la de Ladislao Kubala al club catalán, jugador en torno al cual se armó un plantel campeón que no tuvo rival en aquellos años: campeones de Copa en 1951, 1952 y 1953, y campeones de la Liga en 1952 y 1953. Aquel equipo fue conocido como el Barça de las 5 Copas. El paso de Aldecoa por el Barcelona le permitió añadir títulos a su palmarés. Su participación en los éxitos de Barça fue de más a menos. Jugó en la Copa de 1951, tomando parte en la final que venció el Barcelona a la Real Sociedad de Fútbol por 3-0. Jugó diecinueve partidos en su primera temporada de Liga en los que marcó dos goles, y también jugó en la final de la Copa Latina en 1952, con una victoria por 1-0 sobre la OGC Niza en el Parque de los Príncipes de París.
Sin embargo, en su segunda temporada completa apenás jugó cuatro partidos y no tomó parte en las finales de Copa de 1952 y 1953, ni en la de la Copa Latina de 1953. Descartado por el técnico Ferdinand Daučík, a partir de mitad de la temporada 1952-53 Aldecoa permaneció inédito en el equipo culé sin jugar más que partidos amistosos. A mitad de la temporada 1953*54 fue cedido al Real Gijón, pero apenas jugó tres partidos con los asturianos en Liga. Tras descender el Gijón de categoría decidió abandonar la práctica del fútbol al acabar la temporada.

### Como entrenador
En sus últimos años como jugador Aldecoa se sacó el título de entrenador nacional. Al finalizar la temporada 1952-53, sin haber terminado su carrera como futbolista y con permiso del Barcelona, comenzó a trabajar como técnico del Club Gimnástico de Tarragona, por aquel entonces en la Tercera División, pero su aventura no duró mucho ya que le surgió la posibilidad de seguir como jugador en las filas del Real Gijón.
Un año más tarde, en 1954, debutó como técnico con el Hércules de Hospitalet, recién ascendido a la Tercera División, a quien logró mantener en la categoría. Posteriormente, pasó a entrenar al Gerona C. F. durante dos temporadas, equipo con el que obtuvo un ascenso a la Segunda División y logró mantener a los gerundeses en la categoría de plata en la campaña siguiente. Se da la anécdota de que entrenando al Gerona tuvo que alinearse en una ocasión como jugador por falta de efectivos en la plantilla. El Gerona fue el equipo al que Aldecoa regresó cíclicamente como entrenador durante tres décadas; hasta en cinco ocasiones diferentes entrenó al equipo catalán.
En 1957 se hizo cargo del C. D. Condal de Barcelona, equipo que acababa de descender de la Primera División. Aldecoa entrenó al Condal durante dos temporadas. Aunque mantuvo al equipo en los puestos altos de la clasificación no logró el ascenso, objetivo que se le había marcado. Tras otra temporada más en el Gerona, que había caído de nuevo a la Tercera División, y al que no fue capaz de ascender de nuevo, decidió marchar a Inglaterra y proseguir allí su carrera. Durante los seis años que pasó en las islas británicas, fue miembro del cuerpo técnico del Birmingham City F. C., entre 1960 y 1962, entrenó a los juveniles del club y dirigió una escuela de fútbol.
En 1966 regresó a España y tomó las riendas del Real Valladolid C. F., por aquel entonces en Segunda División, durante una temporada. A continuación fue asesor técnico del Gerona y acabó ocupando por tercera vez en su carrera el banquillo del equipo catalán. En 1969 fue contratado como intérprete del técnico inglés Vic Buckingham, fichado por el C. F. Barcelona. En los años 1970 y 1980 entrenó a varios equipos, casi todos catalanes, en Segunda División B y Tercera División.

## Selección nacional
Fue internacional con la selección española en una ocasión. Debutó en Barcelona el 30 de mayo de 1948 durante un encuentro amistoso ante Irlanda en el que España venció por 2-1.

## Clubes

### Como jugador
| Club                          | País       | Año       |
| ----------------------------- | ---------- | --------- |
| English Electric              | Inglaterra | ?-1943    |
| Wolverhampton Wanderers F. C. | Inglaterra | 1943-1945 |
| Coventry City F. C.           | Inglaterra | 1945-1947 |
| Atlético de Bilbao            | España     | 1947-1949 |
| Real Valladolid C. F.         | España     | 1949-1951 |
| C. F. Barcelona               | España     | 1951-1954 |
| Real Gijón                    | España     | 1954      |
| Gerona C. F.                  | España     | 1957      |

### Como entrenador
| Club                         | País   | Año       |
| ---------------------------- | ------ | --------- |
| Club Gimnástico de Tarragona | España | 1953      |
| Hércules de Hospitalet       | España | 1954-1955 |
| Gerona C. F.                 | España | 1955-1957 |
| C. D. Condal                 | España | 1957-1959 |
| Gerona C. F.                 | España | 1959-1960 |
| Real Valladolid C. F.        | España | 1966-1967 |
| Gerona C. F.                 | España | 1968-1969 |
| S. D. Llodio                 | España | 1972-1973 |
| Gerona C. F.                 | España | 1974-1976 |
| U. D. Figueras               | España | 1979      |
| U. E. Canovelles             | España | 1980-1981 |
| Gerona F. C.                 | España | 1982      |
| U. E. Olot                   | España | 1984      |

## Palmarés

### Campeonatos nacionales
| Título                | Club            | País   | Año  |
| --------------------- | --------------- | ------ | ---- |
| Copa del Generalísimo | C. F. Barcelona | España | 1951 |
| Liga española         | C. F. Barcelona | España | 1952 |
| Copa del Generalísimo | C. F. Barcelona | España | 1952 |
| Liga española         | C. F. Barcelona | España | 1953 |
| Copa del Generalísimo | C. F. Barcelona | España | 1953 |